# Monument Um Nyobe
Le monument Um Nyobe, est situé dans la commune d'Eseka au Cameroun.

## Contexte historique
Depuis le 22 juin 2007, un monument à sa mémoire a été érigé. Ce monument représente l’arrivée de Ruben Um Nyobe à la gare d'Éséka en 1952 alors qu’il revient d’un sommet de l’ONU.

## Descriptif
Le monument est situé à Eséka; au carrefour Abbé Nicolas Ntamack. 
Le monument, conçu par le lieutenant-colonel Maurice Teguel, architecte, fut réalisé par Jacques Mpeck Tedga. Il est constitué d’une statue de 6 m de hauteur, placée sur un socle de 5 m pesant 20 tonnes dans un jardin public de 400 m2.

## Les victimes inscrites
Ruben Um Nyobe